# Foschia artica

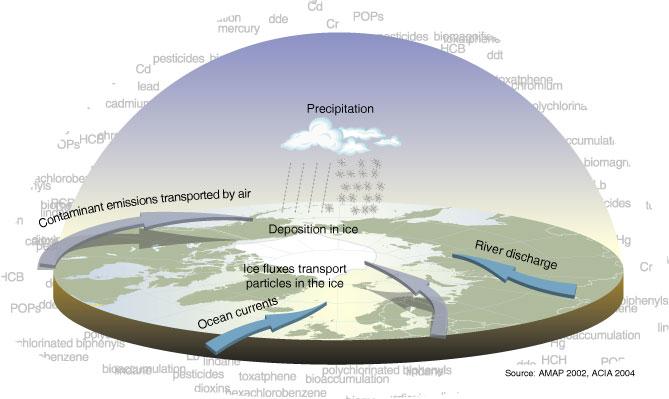
Processo di inquinamento su ampia scala dell'Artico.

La foschia artica (Arctic haze in inglese) è un fenomeno che consiste nell'apparizione nei mesi primaverili di una caligine di colore rossastro nell'atmosfera delle alte latitudini dell'Artico, dovuta all'inquinamento atmosferico antropogenico. Un altro elemento peculiare della foschia artica è la capacità degli elementi chimici che la compongono di resistere nell'atmosfera per un periodo di tempo prolungato rispetto agli altri inquinanti. Dovuta anche alla scarsità di neve, pioggia o alla mancanza di venti che potrebbero disperderla, la foschia artica può infatti persistere addirittura fino ad un mese nell'aria.

## Storia
La prima volta in cui il fenomeno della foschia artica fu notato risale al 1750, agli albori della Rivoluzione industriale. Gli esploratori e i balenieri non riuscivano infatti a capire da dove provenisse lo strato di nebbia, che gli Inuit indicavano con "Poo-jok". Un suggerimento per la risoluzione dell'arcano fu ritrovato circa 150 anni dopo negli appunti dell'esploratore norvegese Fridtjof Nansen. Infatti, perlustrando le regioni artiche, egli notò la presenza di macchie scure sul ghiaccio. Il termine "foschia artica" fu coniato nel 1956 da John Murray Mitchell, un ufficiale dell'aeronautica militare statunitense di stanza in Alaska, per descrivere un'insolita riduzione della visibilità osservata dagli aerei da ricognizione nordamericani. Grazie alle sue indagini, Mitchell intuì che la foschia dovesse provenire dalle aree industriali dell'Europa e della Cina. Mitchell intraprese così la strada per diventare un insigne climatologo. La foschia è stagionale, e raggiunge il picco tra la fine dell'inverno e i mesi primaverili. I piloti riferivano che la visibilità orizzontale può diminuire fino a un decimo di quella che si ha in condizioni di cielo sereno quando un aeromobile viene a trovarsi all'interno dello strato di foschia artica. A quel tempo, però, nonostante l'intuizione di Mitchell, ancora non era stato capito se l'origine della foschia artica fosse naturale oppure dovuta all'inquinamento antropogenico.
Nel 1972, il professor Glenn Shaw dell'Università dell'Alaska attribuì questa foschia all'inquinamento antropogenico transfrontaliero, per mezzo del quale l'Artico assorbe tutti gli agenti inquinanti di luoghi anche molto lontani da esso. Ulteriori ricerche stanno oggigiorno cercando un collegamento tra questo tipo di inquinamento e il riscaldamento globale.
È ampiamente diffusa l'opinione secondo cui gli elementi inquinanti hanno origine dalla combustione del carbone alle latitudini medio-settentrionali, specialmente in Asia. Gli aerosol contengono circa il 90% dello zolfo ed il 10% del carbonio, il che conferisce alla foschia il colore rossastro. Quest'inquinamento sta contribuendo a riscaldare l'Artico più velocemente delle altre regioni, sebbene l'aumento dei gas serra resti sempre la causa principale di questo mutamento climatico.
Gli aerosol di zolfo nell'atmosfera influenzano la formazione di nuvole, portando ad effetti di raffreddamento localizzati sulle regioni industrializzate a causa di una maggiore riflessione della luce solare, che maschera l'effetto opposto di calore intrappolato sotto la copertura nuvolosa. Durante l'inverno artico, però, non c'è luce da riflettere. In assenza quindi di quest'effetto rinfrescante, la superficie tende a trattenere la radiazione infrarossa.

## Origine degli inquinanti
L'inquinamento navale, il mercurio, l'alluminio, il vanadio, il manganese, gli aerosol e gli inquinanti implicati nella formazione del buco nell'ozono sono alcuni esempi dei numerosi elementi che colpiscono l'atmosfera, mentre il fumo degli incendi boschivi non contribuisce in maniera determinante. Un contributo importante viene dato anche dall'anidride carbonica emessa dalle fabbriche e dalle automobili. In realtà, inquinanti diversi causano fumi e nebbie di colori diversi. Ad esempio, sempre il professor Glenn Shaw scoprì nel 1976 che la caligine di color giallastro era dovuta alle tempeste di sabbia provenienti dalla Cina e dalla Mongolia. Le particelle venivano portate verso i poli da insolite correnti d'aria. Ma quando l'anno successivo andò a prelevare dei campioni delle suddette particelle, queste erano di colore grigio scuro. La causa di questo cambiamento era un pesante quantitativo di inquinanti industriali.

## Studi recenti
Secondo Tim Garrett, ricercatore all'Università dello Utah impegnato sulla questione della foschia artica, le città delle medie latitudini contribuiscono all'inquinamento artico, che, mescolandosi con nubi sottili, fa sì che queste trattengano il calore più facilmente. Lo studio di Garrett ha scoperto che durante l'inverno artico, quando non ci sono precipitazioni che possano lavar via l'aria inquinata, gli effetti sono più forti che in un altro periodo, perché l'inquinamento fa surriscaldare l'ambiente, aumentandone la temperatura di diversi gradi.

## Previsioni scientifiche
I climatologi europei nel 2009 hanno previsto che entro la fine del XXI secolo la temperatura media diurna sarà di circa 3 °C più alta di oggi. Nello stesso articolo, la National Geographic citò una frase dello studioso norvegese Andreas Stohl che collaborò allo studio: "I precedenti modelli climatici indicavano che la calotta di ghiaccio nell'Artico in estate potrebbe sparire completamente entro il 2040 se il riscaldamento continuerà senza sosta".